# Murexida
La Murexida (NH4C8H4N5O6, o C8H5N5O6·NH3), también conocido como purpurato de amonio, es un compuesto orgánico ampliamente utilizado en Química analítica en valoraciones complexométricas para la detección cuantitativa de metales como el cadmio, cobalto, níquel, torio, así como de algunas tierras raras, pero sobre todo para la detección y cuantificación del calcio.,

## Historia
Aunque Justus von Liebig y Friedrich Wohler en Giessen investigaron e identificaron la murexida, en un producto púrpura obtenido a partir de los excrementos de serpiente en 1830, no fue hasta varias décadas después cuando se usó como colorante malva por coloristas franceses y hasta 1945 cuando tras los trabajos del profesor G. Schwarzenbach se determinó su alto potencial como indicador en la detección de metales, convirtiéndose en el primer indicador metalocrómico.